# جون كيد
جون كيد (بالإنجليزية: John Kidd)‏ هو سياسي أسترالي، ولد في 1 سبتمبر 1838، وتوفي في 8 أبريل 1919. حزبياً، نشط في Protectionist Party ‏. وقد انتخب عضو الجمعية التشريعية نيو ساوث ويلز.